# Standsprungwettbewerb
Standsprungwettbewerbe (auch Stand(sprung)athletik, Standwettbewerbe) sind Sprungwettbewerbe in der Leichtathletik, die aus dem Stand erfolgen.

## Standsprungwettbewerbe
Zu den Standsprungwettbewerben gehören:
- Standweitsprung
- Standhochsprung
- Standdreisprung

Neben diesen gibt es z. B. noch Standweitsprung rückwärts oder Standstabhochsprung, wobei sich letzteres (aus Sicherheitsgründen) nie durchgesetzt hat. 

## Technik
Jeder Wettbewerb hat seine eigene Technik. Da man keinen Anlauf hat, muss man den Schwung aus den Armen holen. Hierbei werden die Arme geschwenkt, man geht leicht in die Hocke und springt.

## Olympia

Ewry beim Standweitsprung 1900

Ab den Olympischen Spielen 1900 in Paris waren Standhochsprung, Standweitsprung und Standdreisprung olympische Disziplinen. Sie wurden nur von Männern ausgetragen. Gold holte bei allen dreien der US-Amerikaner Ray Ewry. Er konnte bei den nächsten Olympischen Spielen 1904 in St. Louis alle drei Titel verteidigen. 1906 gab es Olympische Zwischenspiele in Athen, bei denen Standdreisprung abgeschafft wurde. In den übrigen zwei Disziplinen gewann Ewry erneut, genauso wie bei den Olympischen Spielen 1908 in London. 1912 in Stockholm waren Standhochsprung und Standweitsprung das letzte Mal olympisch. Ewry scheiterte diesmal bereits in der Qualifikation. Im Standhochsprung gewann der US-Amerikaner Platt Adams und im Standweitsprung der Grieche Kostas Tsiklitiras.  
Standweitsprung rückwärts war dagegen nie olympisch.

## Rekorde
- Standweitsprung: 3,476 m von Ray Ewry (1904)
- Standhochsprung: 1,68 m von Harold Marion Osborn (1936)
- Standdreisprung: ? (10,58 m von Ray Ewry, 1900)
- Standweitsprung rückwärts: 2,87 m von Ray Ewry[1]

## Geschichte und heute
Bereits die alten Griechen veranstalteten Weitsprung aus dem Stand und mit Gewichten in beiden Händen, zum Beispiel bei den antiken Olympischen Spielen. In der Neuzeit kam der Trend Ende des 19. bis Mitte des 20. Jahrhunderts auf. Standdreisprung verlor jedoch relativ früh die Anhänger, weshalb es heute nur noch selten durchgeführt wird. Standhochsprung und Standweitsprung wurden bis in die 1940er professionell ausgetragen.
Heute werden diese Disziplinen fast nur noch in Jugend- oder Seniorenspielen oder ähnlichen inoffiziellen Veranstaltungen vorgeführt. Standweitsprung ist jedoch weiterhin eine Disziplin für alle Altersklassen zur Erlangung des Deutschen Sportabzeichens.

## Bekannte Stand(sprung)athleten
- Ray Ewry (USA)
- Kostas Tsiklitiras (GRE)
- Irving Baxter (USA)
- Joseph Stadler (USA)
- Platt Adams (USA)